# Not for Sale
Not for Sale er en britisk stumfilm fra 1924 instrueret af W. P. Kellino.

## Medvirkende
- Mary Odette som Annie Armstrong
- Ian Hunter som Martin Bering
- Gladys Hamer som Florrie
- Mary Brough som Mrs. Keane
- Lionelle Howard som Bertie Strangeways
- Phyllis Lytton som Virginia Strangeway
- Edward O'Neill som Earl
- Mickey Brantford som John Armstrong
- Julie Kean som Tibbles Armstrong